# Philippe Pottier
Philippe Pottier (ur. 9 lipca 1938 w Monthey, zm. 22 września 1985 w Genewie) – szwajcarski piłkarz grający na pozycji pomocnika. W swojej karierze rozegrał 16 meczów w reprezentacji Szwajcarii.

## Kariera klubowa
Karierę piłkarską Pottier rozpoczął w klubie FC Monthey. W 1956 roku przeszedł do FC La Chaux-de-Fonds i w sezonie 1956/1957 zadebiutował w pierwszej lidze szwajcarskiej. W latach 1957 i 1961 zdobywał z La Chaux-de-Fonds Puchar Szwajcarii.
Latem 1961 Pottier przeszedł do francuskiego klubu Stade Français z Paryża. Grał w nim przez 5 lat, a na sezon 1966/1967 odszedł do Angers SCO.
W 1967 roku Pottier wrócił do Szwajcarii i został zawodnikiem Servette FC. W 1971 roku sięgnął z nim po Puchar Szwajcarii, a po tym sukcesie odszedł do Étoile Carouge FC. Grał w nim do końca swojej kariery, czyli do 1973 roku.

## Kariera reprezentacyjna
W reprezentacji Szwajcarii Pottier zadebiutował 7 maja 1958 roku w przegranym 2:3 towarzyskim spotkaniu ze Szwecją. W 1962 roku był w kadrze Szwajcarii na Mistrzostwa Świata 1962 i zagrał na nich w jednym meczu, przegranym 1:3 z Chile. W kadrze narodowej od 1958 do 1966 roku wystąpił 16 razy.
| Mecze i gole w reprezentacji | Mecze i gole w reprezentacji | Mecze i gole w reprezentacji | Mecze i gole w reprezentacji | Mecze i gole w reprezentacji | Mecze i gole w reprezentacji | Mecze i gole w reprezentacji |
| #                            | Data                         | Stadion                      | Rywal                        | Wynik                        | Gol                          | Rozgrywki                    |
| 1958                         | 1958                         | 1958                         | 1958                         | 1958                         | 1958                         | 1958                         |
| ---------------------------- | ---------------------------- | ---------------------------- | ---------------------------- | ---------------------------- | ---------------------------- | ---------------------------- |
| 1.                           | 07.05.1958                   | Helsingborg, Szwecja         | Szwecja                      | 2:3                          | 0                            | towarzyski                   |
| 2.                           | 26.05.1958                   | Zurych, Szwajcaria           | Belgia                       | 0:2                          | 0                            | towarzyski                   |
| 3.                           | 20.09.1958                   | Bratysława, Czechosłowacja   | Czechosłowacja               | 1:2                          | 0                            | towarzyski                   |
| 4.                           | 02.11.1958                   | Rotterdam, Holandia          | Holandia                     | 0:2                          | 0                            | towarzyski                   |
| 1959                         |                              |                              |                              |                              |                              |                              |
| 5.                           | 26.04.1959                   | Bazylea, Szwajcaria          | Jugosławia                   | 1:5                          | 0                            | towarzyski                   |
| 6.                           | 25.10.1959                   | Budapeszt, Węgry             | Węgry                        | 0:8                          | 0                            | towarzyski                   |
| 1961                         |                              |                              |                              |                              |                              |                              |
| 7.                           | 29.10.1961                   | Berno, Szwajcaria            | Szwecja                      | 3:2                          | 0                            | el. MŚ 1962                  |
| 8.                           | 12.11.1961                   | Berlin, RFN                  | Szwecja                      | 2:1                          | 0                            | el. MŚ 1962                  |
| 1962                         |                              |                              |                              |                              |                              |                              |
| 9.                           | 30.05.1962                   | Santiago, Chile              | Chile                        | 1:3                          | 0                            | MŚ 1962                      |
| 10.                          | 11.11.1962                   | Amsterdam, Holandia          | Holandia                     | 1:3                          | 0                            | el. ME 1964                  |
| 1963                         |                              |                              |                              |                              |                              |                              |
| 11.                          | 05.06.1963                   | Bazylea, Szwajcaria          | Anglia                       | 1:8                          | 0                            | towarzyski                   |
| 12.                          | 11.11.1963                   | Paryż, Francja               | Francja                      | 2:2                          | 0                            | towarzyski                   |
| 1964                         |                              |                              |                              |                              |                              |                              |
| 13.                          | 10.05.1964                   | Lozanna, Szwajcaria          | Włochy                       | 1:3                          | 0                            | towarzyski                   |
| 14.                          | 04.10.1964                   | Berno, Szwajcaria            | Węgry                        | 0:2                          | 0                            | towarzyski                   |
| 15.                          | 14.10.1964                   | Belfast, Irlandia Północna   | Irlandia Północna            | 0:1                          | 0                            | el. MŚ 1966                  |
| 1966                         |                              |                              |                              |                              |                              |                              |
| 16.                          | 18.06.1966                   | Lozanna, Szwajcaria          | Meksyk                       | 1:1                          | 0                            | towarzyski                   |